# Veena Sikri
Veena Sikri es una diplomática india retirada.
- En 1970 absolvó la Civil Services Examination de la en:Union Public Service Commission.
- En 1971 entró al en:Indian Foreign Service.
- De junio de 1971 a mayo de 1973 fue atajado al en:Indian Institute of Foreign Trade, fue enviado al District Mahasu en Himachal Pradesh, Indian School of International Studies del Ministerio de Asuntos Exteriores (India).
- De junio de 1973 a julio de 1975 fue segunda secretaria de embajada en Moscú.
- De julio de 1975 a octubre de 1977 fue subsecretaria de la División de la Naciones Unidas en el Ministerio de Asuntos Exteriores (India).
- En 1976 fue delegada a la UNESCO Conference en Nairobi.
- En1978 fue Representative adjunto de la India en el Consejo de Seguridad de las Naciones Unidas.
- En las sesiones de 1977, 1978, 1979 y 1980 fue consejera de la Delegación de la India en la Asamblea General de las Naciones Unidas.
- De septiembre de 1979 a septiembre de 1980 fue portavoz de la Grupo de los 77 en Nueva York.
- De 1976 a 1979 fue representante de la India en el Comité de Descolonización en el UN Council for Namibia .
- En 1977 y 1978 fue delegada en el United Nations Fourth Committee.
- En las sesiones de 1979 y 1980 del Consejo Económico y Social de las Naciones Unidas fue delegada de la India en Genebra.
- Del 8 octubre al 9 de noviembre de 1985 fue delegada en la UNESCO conferencia General en Sofia
- Del octubre de 1977 a febrero de 1981 fue primera secretaria de misión ante la Sede de la Organización de las Naciones Unidas.
- De abril de 1981 a septiembre de 1983 fue primera secretaria jefa de Cancillería de la Embajada en Katmandú.
- De octubre de 1983 a diciembre de 1984 fue secretario adjunto del en:Ministry of Commerce and Industry (India), responsable de la exportación del sector público y casas comerciales State Trading Corporation, en:MMTC Ltd Mica Trading Corporation of India Limited y para las exportaciones de minerales y metales.
- De enero de 1985-septiembre de 1988 fue como consejero de embajada en Moscú responsable del Festival de la India en la URSS 1987-1988 ru:Фестиваль советско-индийской дружбы.
- De marzo de 1989 a diciembre de 1992 fue directora general del en:Indian Council for Cultural Relations y secretaria de la Indo-U.S. Subcommission on Education and Culture.
- De diciembre de 1992 a noviembre de 1996 fue ministra de embajada en París, responble para Indo - Comercial bilateral francés y las relaciones económicas y interacción con la OCDE.
- De noviembre de 1996 a julio de 2000 fue Cónsula General de la India en Hong Kong
- De septiembre de 2000 al 28 de octubre de 2003 fue Alta Comsionada en Kuala Lumpur.
- De diciembre de 2003 a 26 de septiembre de 2006 fue Alta Comsionada en Daca.
- De julio de 2007 a octubre de 2008 fue asesor Honorario de la Academia de Estudios del Tercer Mundo en la Jamia Millia Islamia, Nueva Delhi, con enfoque en Bangladés y el Asia del Sur.
- De noviembre de 2008 a octubre de 2011 fue Research Fellow del en:Institute of Southeast Asian Studies en Singapur.
- De noviembre de 2008 a febrero de 2009 fue profesora visitante de la Academia de Estudios del Tercer Mundo, en:Jamia Millia Islamia.
- Desde febrero de 2009 es titular de la Cátedra dotado de la Fundación Ford, es Presidenta de la Bangladés Programa de Estudios de la Academia de Estudios Internacionales, en la Jamia Millia Islamia.[1]